# Gerhard Münch
Gerhard Münch (* 1. April 1914 in Ziebigk; † unbekannt) war ein deutscher Politiker und Funktionär der DDR-Blockpartei National-Demokratische Partei Deutschlands (NDPD). 
Münch war der Sohn eines Stellmachers. Nach dem Schulbesuch absolvierte er eine Lehre zum Friseur und später zum Friseurmeister. Er wurde Vorsitzender der PGH „Salon der Zeit“ in Osterburg (Altmark). Er trat der nach dem Zweiten Weltkrieg in der Sowjetischen Besatzungszone neugegründeten NDPD bei. Bei den Wahlen zur Volkskammer war Münch Kandidat der Nationalen Front der DDR. Von 1967 bis 1976 war er Mitglied der NDPD-Fraktion in der Volkskammer der DDR.